# Torre de la Corriu
La Torre de la Corriu és una masia del terme de Guixers, a la comarca catalana del Solsonès, declarada Bé cultural d'interès nacional.

## Situació
La trobarem al nord del municipi de Guixers, a l'est del nucli de la Corriu i sota l'imponent cingle de l'Espluga, capçalera del torrent de la Corriu que desguassa a l'Aigua de Valls a tocar del molí de la Corriu. Envoltada d'abundosos antics camps de conreu, avui ufanosos prats de pastura, en un indret molt solitari, gaudeix d'unes vistes excepcionals vers la serra d'Ensija, la serra dels Prats (sobre Montcalb) i la serra de Busa, ja al sud, i, de forma especial, els engorjats de l'Aigua de Valls.
Per arribar-hi, cal prendre la carretera secundària (asfaltada) que surt de la que va de Berga a Sant Llorenç de Morunys, al km 23,9 (42° 7′ 42.25″ N, 1° 39′ 53.93″ E / 42.1284028°N,1.6649806°E), en direcció nord, a Valls i la Corriu. Als 4,3 km, deixarem a l'esquerra el ramal que va a la Corriu i seguirem per la dreta en direcció al santuari de la Mare de Déu de Puig-aguilar. Als 5 km, deixarem a la dreta la pista que baixa a la masia de Santa Eulàlia, i als 5,3 km (42° 9′ 9.8″ N, 1° 39′ 48.34″ E / 42.152722°N,1.6634278°E), aparcarem el vehicle i haurem d'anar a peu fins a la masia, ja que la pista que hem de prendre (a la dreta, la segona) té el pas barrat a la circulació. Amb poc menys de mitja hora hi arribarem, travessant un magnífic bosc de pi rajolet (pinus sylvestris).

## Descripció

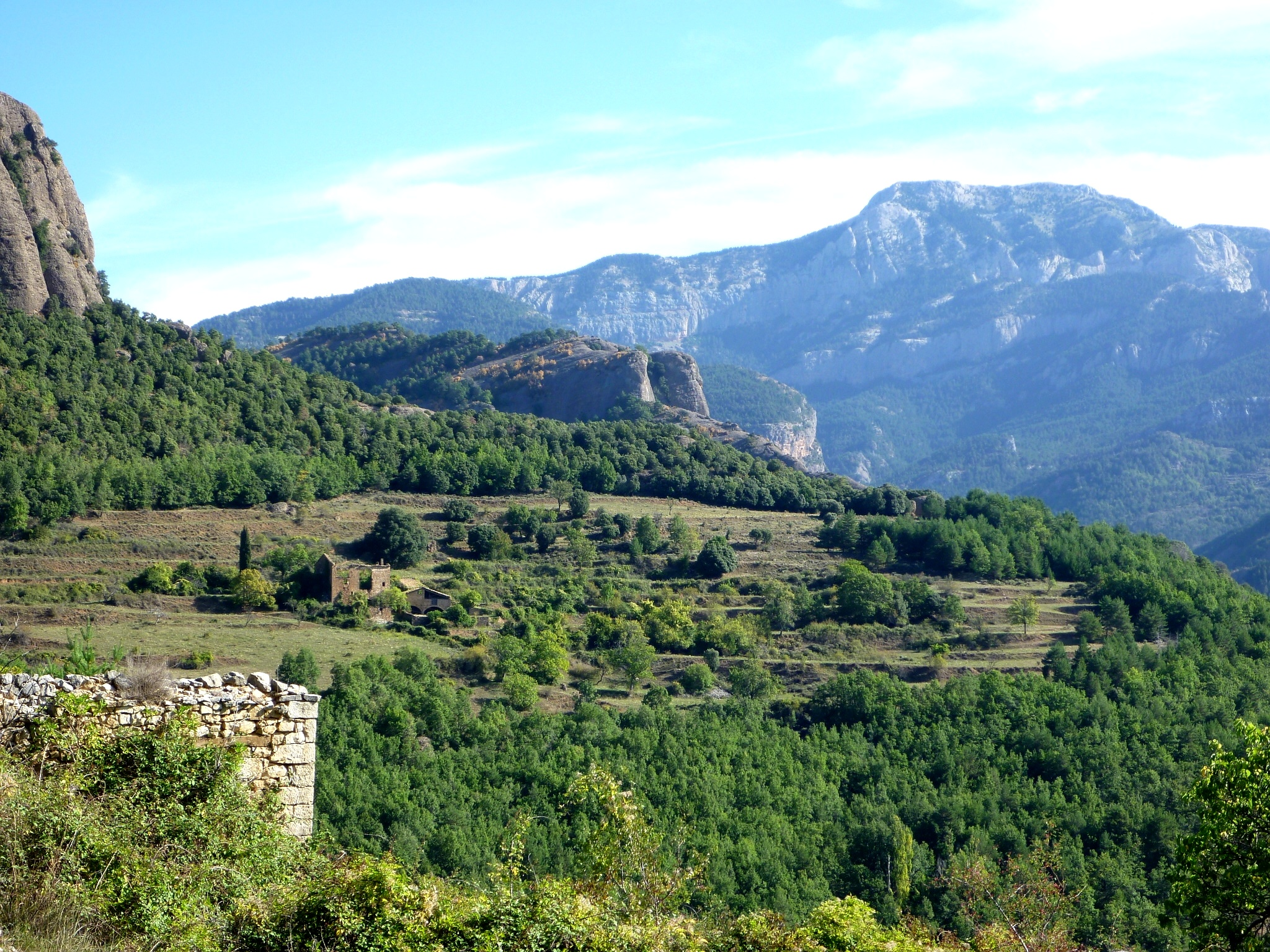
La Torre enmig de prats de pastura (imatge amb anotacions)

Es tracta de les parets d'una casa forta que formen part d'una masia. De l'antiga construcció, es conserva només els murs de migjorn i ponent, que corresponen a l'angle sud-oest de l'edifici modern. L'alçada de l'antiga edificació deuria ultrapassar el 10 metres. L'edifici actual té tres pisos. Els murs tenen un gruix que oscil·la al voltant dels 100 centímetres. El parament és a base de carreus ben tallats (20-30 x 50-60 centímetres). Els inferiors són més grossos. L'edifici modern és del segle xviii. Es va trobar un cementiri al costat d'aquesta torre.

## Notícies històriques
En l'acta de consagració de la Seu d'Urgell, el 839, la Corriu apareix amb la forma d'illa Currize, quasi igual a la que trobem del 960, quan el prevere Francemirus donà a Sant Pere de Graudescales "ipsas mansiones quo habeo in illa currize". L'antiga construcció degué ser una casa forta senyorial o d'un pagès ric cap al segle xiii. Després, es deuria abandonar o ensorrar arran de la crisi demogràfica de la baixa edat mitjana, fins que es va reaprofitar al segle xviii.

## Altres dades
Des de la Torre de la Corriu es pot baixar fàcilment al molí de la Corriu seguint una ruta senyalitzada. També, per una ruta marcada i no exempta de dificultat, es pot anar fins a l'espectacular pont Cabradís, resseguint els Cints de la Torre i els Cints de Can Blanc, transitant a mitjana altura de l'encinglerat marge dret de l'Aigua de Valls. Des del pont Cabradís, es pot retornar en descens pel marge esquerre del riu, ran de la seva llera, fins al molí de la Corriu, des d'on es puja a la Torre. La bellesa dels indrets paguen amb escreix l'esforç